# Emile Krumhorn
Emile Krumhorn (* 16. September 1993 in Haguenau) ist ein französischer ehemaliger Fußballtorhüter.

## Karriere
Emile Krumhorn begann mit dem Fußball beim FCSR Haguenau, ehe er in die Jugendmannschaft von Racing Straßburg ging.
2009 kam er in die Profimannschaft, wobei er mehr in der zweiten Mannschaft spielte. Erst 2010 machte er sein erstes Spiel in der ersten Mannschaft, als er in einem Spiel in der Championnat de France National zum Einsatz kam. Im August 2011 wechselte er in den Profifußball und fand beim Zweitligisten FC Le Mans einen neuen Klub. Im Sommer 2012 wechselte er in die deutsche Verbandsliga Südbaden zum SV Linx aus Rheinau, das direkt an der Grenze zum Elsass liegt. Im Frühjahr 2013 löste er seinen Vertrag mit dem SV Linx auf und kehrte zurück in den Elsass. Er spielt seitdem für den FC Kronenbourg Strasbourg in der französischen Promotion d’Excellence.